# دين فوكس
دين فوكس هو لاعب هوكي الجليد كندي، ولد في 13 أكتوبر 1993 في تشاتام كينت في كندا.

## وصلات خارجية
- دين فوكس على موقع دوري الهوكي الوطني (الإنجليزية)
- دين فوكس على موقع EliteProspects.com (الإنجليزية)
- دين فوكس على موقع HockeyDB.com (الإنجليزية)